# Androsthenes von Korinth
Androsthenes war während des Zweiten Makedonisch-Römischen Kriegs (200–197 v. Chr.) ein Feldherr des makedonischen Königs Philipp V.
Androsthenes war 198 v. Chr. makedonischer Kommandant von Korinth und musste die Stadt im Zweiten Makedonischen Krieg gegen den Achaiischen Bund verteidigen. Im nächsten Jahr 197 v. Chr. wagte er eine Entscheidungsschlacht, wurde aber vom achaiischen Strategen Nikostratos an der Nemea empfindlich geschlagen. Er musste sich nach Korinth zurückziehen, konnte die Stadt aber weiterhin behaupten. Danach wird er in den Quellen nicht mehr erwähnt.